# Гликан
Гликанът е полимер, съставен от монозахариди, свързани помежду си чрез гликозидна връзка.
В бактериите под формата на олиго- или полизахариди, прикрепени към гликолипиди и гликопротеини, те играят основна роля в клетъчните мембрани и междуклетъчната комуникация. При животните участват както на клетъчно ниво, така и на ниво организъм, както например за хитина при ракообразните. Растенията произвеждат сложни и особено устойчиви гликани, каквато е например целулозата.
Гликаните могат да бъдат прикрепени към протеини в гликопротеини и протеогликани.

## Патологии
Гликаните често се използват от патогени, включително вируси, за да разпознаят и да се прикрепят към своя гостоприемник.
При определени автоимунни заболявания тялото може да атакува някои от собствените си гликани.

## Във фармакологията
Хепаринът е гликозаминогликан, използван в медицината като антикоагулант.